# Palais municipal (Ferrare)
Le palais municipal (Palazzo Municipale en italien), appelé initialement le Palazzo del Corte de Ferrare est situé sur la Piazza del Municipio. C'était la résidence ducale des Este qui fut leur ancien palais privé avant de devenir le siège de leur pouvoir, jusqu'au XVIe siècle, lorsque la cour a déménagé dans le château d'Este voisin. C'est aujourd'hui le siège de la municipalité de Ferrare.

## Histoire
Le noyau original du bâtiment a été commencé en 1245 le long de la via Cortevecchia et a pris son apparence actuelle entre 1472 et 1481.

### Nicolas III
En 1471, le Corte est divisé en deux par une rue qui passe sous la Volta del Cavallo, une arcade ainsi nommée après que la statue équestre de Nicolas III y fut apposée. Cette voie est assez large pour que l'on puisse y donner des joutes. Elle sépare, à droite, les écuries et les communs, du vieux noyau du palais avec la Torre di Rigobello, aujourd'hui disparue, à gauche.
À l'époque de Nicolas III (1393-1441), le palais du Corte s'organise autour de deux cours, celle de la Fontaine (Cortile della Fontana), à gauche de la rue, et la cour pavée (Cortile della Lestre), à droite. Un inventaire daté de 1436 décrit les appartements du duc qui sont situés dans la Caxa dei Forastieri, une addition au vieux palais dotée de sa propre cour. Ils se composent d'une grande salle, la Sala Vecchia, et de deux chambres. La chambre de Nicolas est décorée de putti jouant. Sa femme, Rizzarda, réside dans la Torre de Rigobello où se trouve aussi la bibliothèque ducale. Leurs chambres sont dénommées d'après le peintures murales qui les décorent : la salle blanche de la Tour, la chambre des Licornes, la chambre des Roses et la chambre des Colonnes.

### Statues

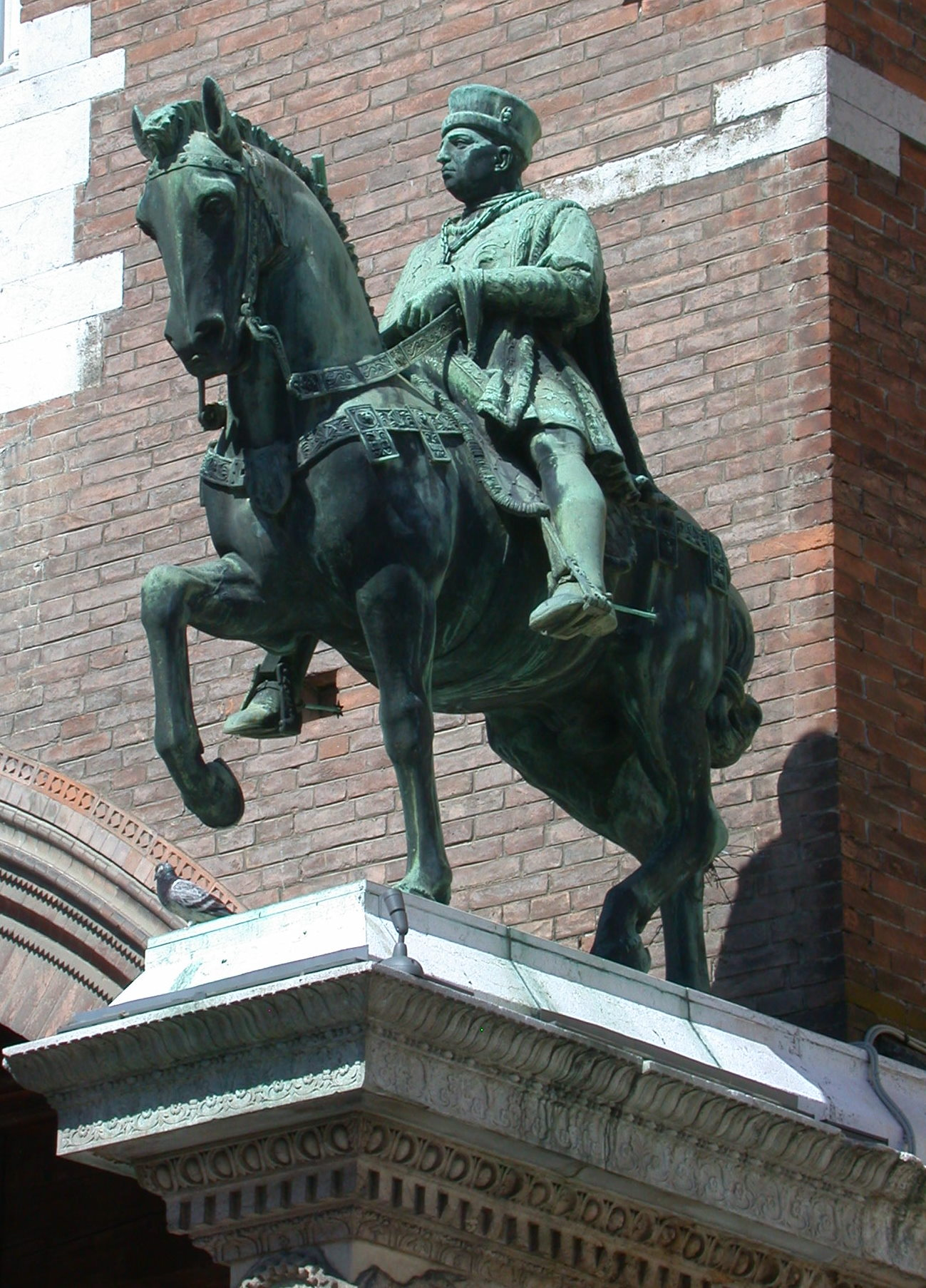
Statue équestre de Nicolas III, marquis de Ferrare. Copie du monument du XVe siècle.

L'entrée principale, située en face de la cathédrale et appelée Volto del Cavallo, est flanquée de la statue équestre du marquis Nicolas III et de celle du duc Borso d'Este en train de rendre justice, assis sur le faldistoire et tenant le sceptre. Cette statue a été érigée pour commémorer les victoires en 1443 de Nicolas III sur les seigneurs du contado par son fils Lionel. Inaugurée le 2 juin 1451, cette statue équestre fut érigée sur un type de support singulier inspiré des arcs de triomphe romains ou, selon une autre hypothèse, des socles en forme de colonne utilisés par les modèles impériaux romains présents à Constantinople. La construction du monument a été confiée aux sculpteurs florentins Antonio di Cristoforo pour la figure du marquis et Nicolò Baroncelli pour le cheval. Meo di Checco, mieux connu sous le nom de Bartolomeo di Francesco, assisté par Lazzaro di Padova et Baccio de Netti de Florence transposèrent en marbre la base dessinée par Leon Battista Alberti, à qui le marquis Lionel d'Este a demandé des conseils et son avis sur le projet. La statue de Borso, également achevée en 1453, est due aussi à Baroncelli. Elle a été finalisée dans l'atelier familial  après son décès par son fils Giovanni et son beau-frère Domenico di Paris qui ajoutèrent en 1456 quatre figures de génies qui portent le bouclier fabriqué par Domenico, avec les armoiries des Este et de la commune placées aux angles du socle. Inauguré le 19 décembre 1454, elle fut d'abord placée devant la résidence du podestat, à droite de l'ancien Palazzo della Ragione, puis un an après la mort de Borso, en 1472, elle fut déplacée à côté de celle de son père, où elles restèrent jusqu'à leur destruction en octobre 1796 pendant l'occupation française pour en faire du bronze pour les canons.

### Appartements de Lionel
Les appartements de Lionel (1441-1450) comprennent la grande salle blanche aux deux cheminées et la chambre des Cimiers qui possède son cabinet d'étude, le studiolo, orné de marqueteries. La figure allégorique du Printemps peinte par le peintre de la cour, Cosmè Tura, est aujourd'hui conservée à la National Gallery de Londres. Les appartements de sa femme, Marguerite Gonzague, possèdent une chambre de Lancelot, une chambre des Diamants et une chambre des Éléphants. La chapelle du palais est située dans la cour de la Fontaine.

### Borso
Au début de son règne, Borso occupe les pièces qui donnent sur la cour de la Fontaine grâce à une loggia qui sert aux réceptions et aux divertissements offerts aux visiteurs de marque comme les condottieres Giacomo Piccinino, qui vient à Ferrare en 1465, et Bartolomeo Colleoni en 1466. Afin d'accueillir plus dignement l'empereur Frédéric III, il fait construire un grand escalier en pierre (Lo Scalone d'Onore) au sud du Corte. La grande salle de réception est ouverte par des fenêtres cantonnées de colonnes de marbres et de nouvelles portes. Son plafond est doté de corniches à l'antique et de frises peintes par Girardo Costa. Borso séjourne peu au palazzo del Corte, lui préférant ses villas campagnardes comme Belfiore ou son Palazzo Schifanoia.

### Rénovations d'Hercule
Hercule, qui vient séjourner dans la vieille résidence ducale, y entreprend de profondes rénovations. Il fait réaliser une voie couverte, la via Copeta, qui relie le palais au château Saint-Michel, et qui est terminée en 1479. À l'extérieur, elle a l'apparence d'un long balcon divisé par cinq colonnes peintes en trompe-l'œil. Ses murs sont ornés des armoiries ducales et de deux scènes tirées des travaux d'Hercule en hommage au nouveau seigneur de la ville. À l'intérieur, elle est décorée de peintures réalisées par Girardo Costa et est ouverte par des fenêtres.
De nouveaux travaux ont lieu pour accueillir la future épouse du duc, Éléonore d'Aragon, fille du roi Ferrante de Naples, qui arrive à Ferrare le 3 juillet 1473. La place de la cathédrale est transformée pour pouvoir y organiser les joutes et les cérémonies prévues pour cet évènement. Des tribunes de bois y sont installées, la façade de la loge dei Calegari est peinte de scènes de tournois et des balcons, ornés des bustes des douze empereurs romains, sont aménagés sur la Torre di Rigabello. La Sala Grande est rénovée et dotée d'un nouvel escalier, les écuries sont déplacées et une nouvelle cour, le Cortile novo, est ainsi dégagée. Elle abrite les principaux offices du gouvernement et de la commune, ainsi que quelques pièces des appartements ducaux. Elle est aussi utilisée pour des représentations théâtrales, une des passions d'Hercule. La Sala Grande s'ouvre par une large fenêtre sur la façade donnant vers le château et est ornée d'un plafond doré et de superbes tapisseries. Elle abrite les cérémonies les plus fastueuses de la dynastie comme le mariage d'Hercule et d'Éleonore en 1473, le baptême de leur fille Isabelle l'année suivante, ses fiançailles avec Jean-François de Mantoue en 1480, le mariage d'Alphonse d'Este avec Anna Sforza en 1491 et son remariage avec Lucrèce Borgia en 1502.
Même si après la tentative de coup d'état de son neveu Nicolas en 1476, Hercule d'Este préfère abriter sa famille derrière les murs solides du château Saint-Michel pour plus de sécurité, il décide d'un réaménagement en profondeur du palais du Corte en 1479. Les pièces qui entourent la Sala Grande au premier étage sont entièrement redécorées, peintes, dorées et tendues de tapisseries. Le Salon est pourvu d'un nouveau plafond sculpté en 1481. Il donne sur une antichambre dont les murs sont rythmés par vingt colonnes de bois et tendus de tapisseries aux armes ducales. La chambre du duc où elle mène, est dotée d'un sol en marbre de Carrare, le plafond est en bois sculpté et doré, les murs sont ornés de reliefs en stuc et de tapisseries. Elle est complétée par une petite chambre dotée de tapisseries et d'une garde-robe. Les cartons des décors et des tapisseries des appartements ducaux, appelés les chambres dorées ou camere dorate, sont signés par les peintres et sculpteurs de la cour, dont principalement Cosmè Tura. Le duc y réside, y dort parfois, et y reçoit ses hôtes de marque.
Tous les appartements du palais sont organisés en chambre, antichambre et garde-chambre. L'antichambre est un lieu relativement public où le duc peut donner des audiences et manger. La garde-chambre est une salle de service où les valets dorment et montent la garde. Après la chambre, se trouvent des espaces plus intimes comme le camerino, le studio et l'oratoire. Les murs sont peints et ornés de stucs dorés. Les sols sont plus modestes, avec des carreaux de terre cuite et de majolique, plus rarement de marbres rouges et blancs de Vérone. Des ronds de verre blanc, ou coloré et peint, sont incrustés aux fenêtres avec les armoiries ou le diamant, emblème d'Hercule d'Este. Les devises du prince, ainsi que les fresques qui ornent les murs des chambres, servent à les distinguer dans les inventaires comme la Sala de' Paladini, la salle des Paladins. La fresque est relativement économique et permet d'avoir une décoration qui illustre les triomphes de la famille régnante. Les Este privilégient la commande de peintures murales à la technique mixte plus rapide à exécuter et moins chère. Le peintre de cour dessine les cartons, mais les peintures sont réalisées par des équipes .
Hercule d'Este n'est pas un grand commanditaire de tapisseries, mais en a hérité de nombreuses. Les plus belles viennent des États des ducs de Bourgogne. Les peintres de cour, Cosme Tura et Girardo Costa, fournissent des cartons pour les tapisseries qui sont tissées en Flandres. Les tentures les plus belles sont toujours achetées dans le Nord par le biais des marchands vénitiens.
Une loggia s'ouvre sur le jardin privé, planté d'arbres fruitiers et doté d'une fontaine dorée, que le duc s'est fait aménager sur le côté nord. Une porte permet de rejoindre le Cotile Novo. Ce jardin est entouré de salles de réception au rez-de-chaussée, mais Hercule s'y installe également. Les comptes du chantier mentionnent en 1484 un salon, une salle de bains, des chambres et un oratoire. Ces pièces sont pavées de marbre, leurs murs tendus de tapisseries et leurs portes ornées de marqueteries figurant les vertus. Hercule, qui aime les bains, s'est fait construire dès 1471 une première salle de bains décorée de bancs de marbre. Elle est détruite en 1478 et reconstruite dans cette cour. Cinq fontaines alimentent le palais en eau.
Passionné de théâtre classique, le duc fait jouer les comédies de Plaute et de Térence, d'abord dans la cour du Corte, puis dans la Sala Grande. À l'occasion du mariage d'Alphonse avec Lucrèce Borgia, il décide de construire une salle spéciale, la Sala dalle Comedie, sont le chantier est abandonné à sa mort en 1505.
Le palais dispose de plusieurs chapelles sont la plus importante est Santa Maria del Corte, située dans le Cortile Novo. Elle abrite une image miraculeuse de la Vierge et un chœur y chante la messe chaque semaine.

### Époque moderne
Les événements sismiques et les occupations militaires ont amené des changements importants au cours des siècles. Entre 1924-1928, la façade face à la cathédrale Saint-Georges a été reconstruite dans un style néo-médiéval. La partie restante le long de l'actuel Corso Martiri della Libertà avait déjà été remodelée en 1738. La façade face à la cathédrale et la Torre della Vittoria, à la place desquelles, jusqu'au tremblement de terre de 1570 se dressait la tour de Rigobello qui s'est effondrée, ont été conçues par l'ingénieur Carlo Savonuzzi, qui fut chargé d'achever la reconstruction de la façade du bâtiment principal de l'hôtel de ville commencé par Venceslao Borzani en 1923 et terminé en 1928.
Une grande partie de cette reconstruction fut entreprise par la municipalité représentée par le maire Renzo Ravenna, lui-même soutenu par Italo Balbo. Un épisode à retenir concerne le repositionnement sur des colonnes antiques, sur les côtés du Volto del Cavallo, de copies des statues en bronze de Borso d'Este  et de Nicolas III d'Este à cheval, détruites en 1796, auquel la direction générale des antiquités et des beaux-arts s'opposait. Le maire, Nello Quilici, et l'ensemble des citoyens ont protesté dans les pages du Corriere Padano  jusqu'à ce qu'ils obtiennent une autorisation ministérielle. Les statues visibles aujourd'hui sont des copies en bronze, réalisées en 1927 par le sculpteur Giacomo Zilocchi, qui s'est inspiré de quelques croquis rassemblés par l'érudit Patrizio Antolini et basé sur des statues, fresques, médailles et costumes de théâtre existants,. Zilocchi était l'artiste moderne qui a le mieux reconnu les goûts esthétiques de Giuseppe Agnelli, alors directeur de la bibliothèque municipale d'Ariostea. Il existe une importante correspondance entre les deux datant de 1924 à 1930, concernant principalement l'exécution des deux statues qui était fortement souhaitée aussi par Agnelli et financée par Eng. Giuseppe Maciga.
L'auteur de la restauration de la décoration murale est Giulio Medini, alors que l'on pensait jusqu'il y a récemment qu'elle avait été réalisée par Adolfo Paglierini. En 1927, Medini reçut la commande de réaliser la restauration décorative. Il put travailler sur les faibles traces des fragments de fresques originales découvertes lors des travaux de restauration. Ces traces ont été copiées pour donner au décorateur une trace précise. Dans les infrados du Volto del Cavallo, il a peint les décorations représentant les armoiries des Este (en référence à Nicolas et Borso) et des éléments phytomorphes : fleurs rouges divisées en groupes de trois dans lesquels l'une domine les autres, rappelant celles présentes dans la loggia supérieure de la Casa Romei (attribuée à Desiderato da Lendinara), dont Medini s'est probablement inspiré directement. En 1927, il a également décoré l'entrée de la Torre della Vittoria toute proche.
Sur le côté nord du bâtiment se trouve la dite Via Coperta, une passerelle protégée avec cinq arches qui relie le bâtiment au château des Este. Près de l'accès à cette rue, Alfonso Ier d'Este a créé les célèbres chambres d'albâtre.

## La cour ducale

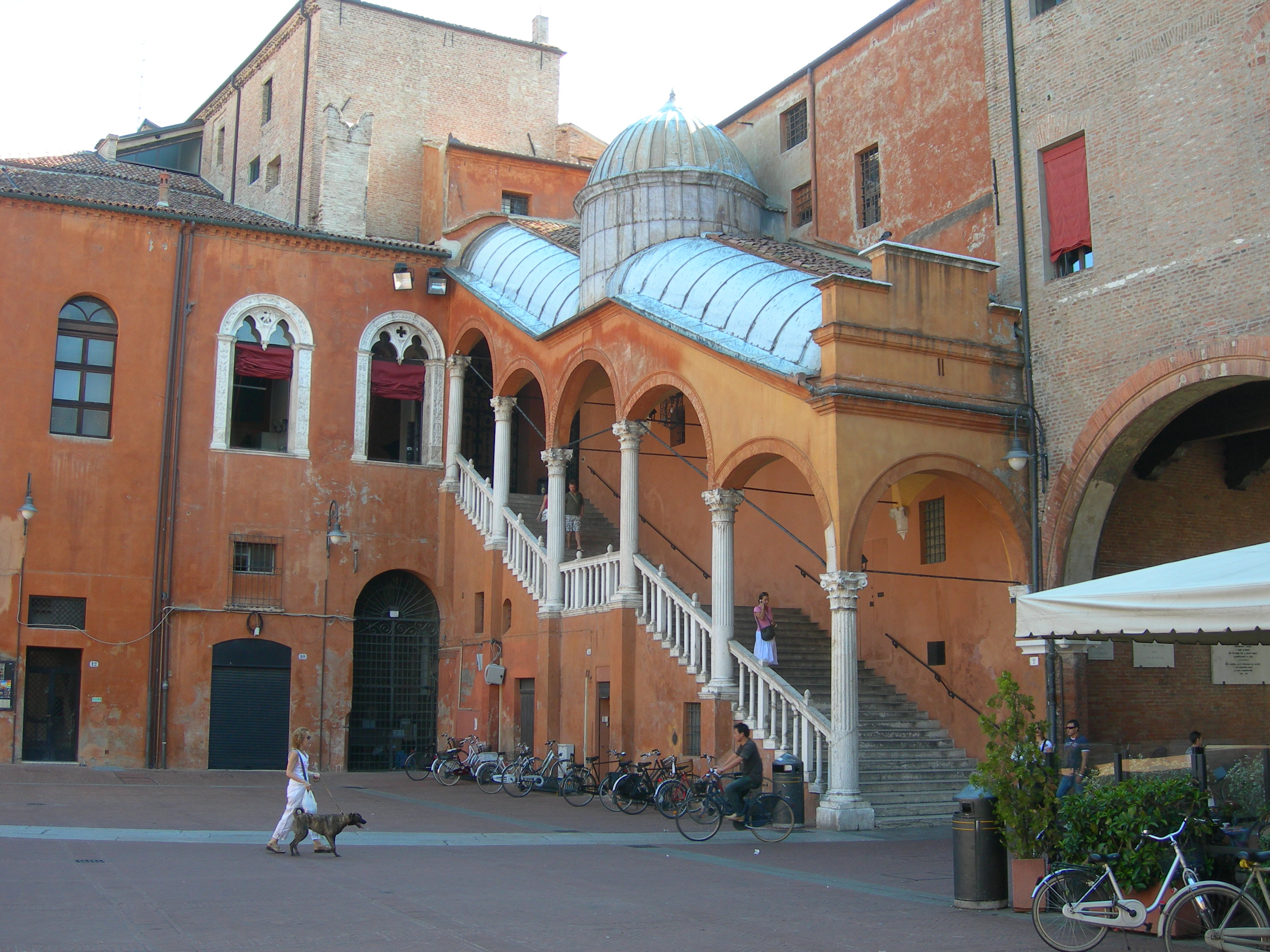
L'escalier d'honneur.

La Volto del Cavallo permet d'accéder à la cour ducale (maintenant Piazza del Municipio )  où sont visibles les fenêtres en marbre des appartements des Este, le grand escalier  construit en 1481 sur un projet de Pietro Benvenuto degli Ordini et l'ancienne chapelle de la cour, maintenant la salle Estense utilisée principalement pour des conférences et des spectacles. En  1638, dans le Palazzo Ducale d'alors, eut lieu la première représentation d'Andromeda de Michelangelo Rossi (une musique aujourd'hui disparue).

## Architecture
Le bâtiment est construit en brique, matériau aussi bien utilisé pour la décoration des façades, des corniches en terre cuite que pour les encadrements des portes et des fenêtres. La pierre, plus rare et plus chère, est amenée d'Istrie et de Vérone. Elle est utilisée avec parcimonie pour souligner les architectures des Loggias, des fenêtres, des colonnes et les pilastres, des grands escaliers et des fontaines.

## Intérieurs
Les pièces principales de l'intérieur de l'édifice visibles aujourd'hui sont: 
- Sala dell'Arengo, décorée de fresques d'Achille Funi entre 1934 et 1938 représentant le Mythe de Ferrare.
- Stanza Dorata (Chambre dorée), caractérisée par un plafond à caissons en bois avec des roses dorées du XVe siècle.
- Sala delle Tombidi (Salle des Tombes), ainsi appelée pour ses pierres tombales dédiées aux morts pour la patrie.
- Sala di Giunta (ou Sala Tonda), caractérisée par le plafond décoré au XIXe siècle par quelques toiles placées sur les murs.
- Sala degli Arazzi (ou Sala dei Matrimoni) (Salle des Tapisseries), dans laquelle se trouvent deux tapisseries flamandes : la Pergola avec jardin (1620-1630) réalisée par Jan Raes et Giuditta et Oloferne (1600-1635).
- Salone del Plebiscito (Salle du Plébiscite), qui tire son nom du référendum qui y eut lieu en 1860 pour décider de l'annexion de l'Émilie au royaume d'Italie.
- Camerino delle Duchesse, une petite pièce couverte de panneaux de bois entièrement décorés entre 1555 et 1560 attribuée à Cesare, Camillo et Sebastiano Filippi (dit Bastianino) et probablement conçue pour Éléonore et Lucrèce d'Este, sœurs d'Alphonse II[8]. Certaines restaurations et rénovations rendent l'iconographie, des panneaux dans son ensemble, partielle. Les personnages conservés représentent des divinités et des allégories telles que Minerve, L'Abondance et Apollon et L'Aurore.